# Más Igualdad Perú
Más Igualdad Perú es una asociación civil feminista fundada en el año 2017 que trabaja por la visibilidad de la comunidad LGBTIQ+ y el reconocimiento de sus familias. Durante los años 2013 y 2016 fueron parte de las campañas «Unión Civil Ya» y «Matrimonio Civil Igualitario», respectivamente.
La asociación desarrolla labores de incidencia política y social mediante estrategias de sensibilización en distintos sectores de la sociedad, de investigación, así como campañas de comunicación y movilizacón. Asimismo ofrecen el Botiquín Arcoiris, un servicio gratuito de consejería de salud mental.

## Historia
La organización Más Igualdad inicia a partir de la campaña Unión Civil ¡YA!, la cual fue impulsada por activistas y organizaciones LGTBI en el año 2013 con el fin de promover la inclusión y reconocimiento de las parejas homosexuales en el Perú. Desde entonces ofrecen apoyo y servicios hacia la comunidad LGBTQ+, sensibilizan a la sociedad civil, y brindan talleres y charlas en torno a los derechos de la comunidad LGBTQ+. 
En el 2019 participaron, mediante la representación de su presidenta, en la Human Rights Council en la sede de las Naciones Unidas. En ese mismo año presentaron ante la 44° sesión del Consejo de Derechos Humanos de la ONU, el estudio “Salud Mental en Personas LGBTI”, el cual fue el primer estudio que abordaba los problemas de salud mental, dificultades en el acceso a servicios de salud mental de calidad y las “terapias de conversión”; luego de anteriormente haber criticado la Primera Encuesta Virtual para personas LGBTI del Estado peruano, debido a su falta de representatividad.
Asimismo, participaron en el Foro Político de Alto Nivel 2020 mediante distintos eventos en los que se brindó información acerca de la situación de desprotección de la población LGBTIQ+ en el Perú. En el 2024, presentaron su segundo Estudio de Salud Mental LGBTIQ+ en Perú, el cual evidencia una mejora en la recolección de datos y la medición de la sintomatología.También han participado en Mesas de Trabajo para promover los derechos de la lesbianas en articulación con otras organizaciones sociales junto al Estado peruano.

### Decreto supremo N.º 009-2024-SA
En mayo del 2024, el Ministerio de Salud, bajo la firma de la presidenta Dina Boluarte, publicó un decreto que actualizaba el Plan Esencial de Aseguramiento en Salud (PEAS) e incluía en el mismo como nuevos diagnósticos de trastornos mentales y del comportamiento a "el transexualismo, el travestismo de rol dual, el trastorno de la identidad de género en la niñez, otros trastornos de la identidad de género, el travestismo fetichista y la orientación sexual egodistónica", siguiendo la Clasificación Estadística Internacional de Enfermedades (CIE-10), ya caduca.
Ante ello, la asociación civil Más Igualdad Perú, con el apoyo de profesionales de la salud mental y la de 176 organizaciones de derechos humanos, exigieron que se revierta el uso del CIE-10 y se implemente la versión actualizada  (CIE-11), aprobada por la Organización Mundial de la Salud desde el 2018.

## Publicaciones
Esta organización ha desarrollado una serie de informes tales como:
- II Estudio de Salud Mental LGBTIQ+ - Informe final (2024)
- Situación de organizaciones LGBTINB+ en el Perú (2023)
- Guía de Enfoque Afirmativo: Orientaciones para la atención de la salud mental de personas LGBTIQ+ (2023)
- Necesidades para la mejora de los servicios y espacios comunitarios de atención en salud mental para las personas LGBTIQ+ (2023)
- Personas refugiadas y migrantes de Venezuela LGBTIQ+ en Perú:  situación, liderazgos y colectividades (2022)
- Situación de las mujeres lesbianas en el Perú (2021)
- Salud mental de personas LGBTQ+ en Perú (2021)